# I Batallón Aéreo de Reemplazo
El I Batallón Aéreo de Reemplazo (I. Flieger-Ersatz-Abteilung) fue una unidad de la Luftwaffe de la Alemania nazi.

## Historia
Fue formado en abril de 1942 en Powunden bei Königsberg, en 1943 en Posen. Fue destruido en enero de 1945 en Posen.

## Comandantes
- Teniente coronel Erwin Beutner (11 de diciembre de 1942 - 8 de diciembre de 1943)